# Myiarchus antillarum
Myiarchus antillarum е вид птица от семейство Tyrannidae.

## Разпространение
Видът е разпространен в Американските Вирджински острови, Британските Вирджински острови и Пуерто Рико.